# El retorn de Batman
El retorn de Batman (títol original en anglès: Batman Returns) és una pel·lícula britànicoestatunidenca  de Tim Burton, estrenada l'any 1992. És la continuació de Batman, estrenada l'any 1989, basada en el personatge de DC Comics.

## Argument
A Gotham City, una parella afortunada, Tucker i Esther Cobblepot (Paul Reubens i Diane Salinger), abandonen el seu fill al néixer, tirant-lo als embornals a causa  de la seva deformitat. És recollit i educat pels pingüins del zoo. Trenta-tres anys més tard, Oswald Cobblepot (Danny DeVito) ha crescut als embornals i torna a la superfície com un criminal anomenat El Pingüí. Segresta un industrial milionari, Max Shreck (Christopher Walken). A causa de les proves reunides pel Pingüí de les activitats criminals dels afers de Shreck, aquest últim li proposa de treure'l dels embornals i de fer-lo entrar a l'elit de Gotham. El Pingüí elabora un pla per fer la seva entrada al món públic fent-se passar per un heroi. Segrestar el fill de l'alcalde per a continuació lliurar-lo ell mateix. Malgrat la popularitat del Pingüí, el milionari Bruce Wayne, alies Batman (Michael Keaton), resta escèptic sobre aquest últim. Investiga el passat del Pingüí i estableix un enllaç amb una banda de criminals, la Banda del Circ del Triangle Vermell. La banda últimament ha fet estralls sobre Gotham, incloent-hi la desaparició de diversos nens. Decideix  defensar Gotham contra ells.

## Repartiment
- Michael Keaton: Batman / Bruce Wayne
- Danny DeVito: El Pingüí / Oswald Cobblepot
- Michelle Pfeiffer: Catwoman / Selina Kyle
- Christopher Walken: Max Shreck
- Michael Gough: Alfred Pennyworth
- Michael Murphy: L'alcalde de Gotham City
- Cristi Conaway: Princesa de gel
- Andrew Bryniarski: Charles « Chip » Shreck
- Pat Hingle: Comissari James Gordon
- Vincent Schiavelli: L'organista
- Steve Witting: Josh
- Jan Hooks: Jen
- John Strong: L'empassador de sabres
- Rick Zumwalt: El colós tatuat
- Anna Katarina: La dona del caniche
- Erika Andersch: La tiradora de ganivets
- Travis McKenna: El gran pallasso
- Doug Jones: El pallasso prim
- Branscombe Richmond: El pallasso aterridor
- Paul Reubens: El pare del Pingüí
- Diane Salinger: La mare del Pingüí
- Stuart Lancaster: El metge
- Cal Hoffman: L'home feliç
- Joan Jurige: La dona feliç
- Rosie O'Connor: La noieta
- Sean M. Whalen: El repartidor de diaris
- Erik Oñate: El periodista agresiu
- Joey DePinto: El guardaespatlles de Shreck
- Henry Kingi: L'agressor al carreró
- Joan Giammarco: La dona agredida al carreró

## Producció

### Gènesi del projecte
Originalment, Tim Burton no estava acord en realitzar la continuació de Batman, a més la Warner Bros. desitjava incloure el personatge de Robin, ja des del primer film. Els productors van aconseguir convèncer-lo donant-li total llibertat. El guió de Daniel Waters va ser tornat  a escriure per Wesley Strick, que va suprimir Robin (el personatge no serà  introduït fins al 1995, a Batman Forever) així com el personatge de Harvey Dent que va ser reemplaçat pel de Max Schreck.

### Càsting
El paper de Selina Kyle havia de ser assignat a Annette Bening però va quedar embarassada algunes setmanes abans del començament del rodatge. El paper li va caure doncs a Michelle Pfeiffer.
La primera tria de Tim Burton pel Pingüí va ser Marlon Brando, la de Warner Bros. Dustin Hoffman. Bob Hoskins, John Candy i Christopher Lloyd van estar igualment en la llista de càsting.

### Rodatge
El rodatge va començat a Burbank (Los Angeles) el juny de 1991. El retorn de Batman va ser el  primer film a utilitzar totalment la tecnologia Dolby Digital en la seva estrena al cinema.
L'epopeia del bressol als embornals en l'escena d'introducció recorda el viatge de Moisès bebè.
Entre els pingüins que es poden observar durant el film, hi han a la vegada  verdaders pingüins, homes disfressats de pingüins i animatronics.
Batman Returns: Original Motion Picture Score és la banda original del film El retorn de Batman. La banda sonora porta un títol interpretat pel grup Siouxsie and the Banshees i escrit i compost amb Danny Elfman. L'àlbum es va classificar en la 61a posició al Billboard 200 l'11 de juliol de 1992.
La banda original és composta per Danny Elfman, que signa aquí la seva 5a col·laboració amb el realitzador Tim Burton. Se sent també durant el film, l'instrumental de Super Freak, escrit per Rick James i Alonzo Miller i orquestrat per Bruce Fowler

## Sortida i rebuda

### Box-office
El retorn de Batman va sortir als Estats Units el 19 de juny de 1992 informant 45,69 milions $ a 2644 sales de cinema en el cap de setmana d'obertura. És el cap de setmana més rendible de 1992 i de tots els temps en aquest període. Acumula 162,83 milions de dòlars als Estats Units per 18 setmanes de presència, 104 milions a l'estranger i una recaptació mundial de 266.822.354 $. És el tercer film més rendible dels Estats Units el 1992 i el sisè a nivell mundial.
El film és un èxit econòmic, però la Warner Bros. estima que el film hauria pogut tenir més èxit. Les associacions parentales han criticat El retorn de Batman per la seva violència i les referències sexuals, inapropiades per nens. McDonald decideix d'oferir més joguines en relació amb el film als seus Happy Meal. Burton va respondre: « M'agrada El retorn de Batman més que la primera, on hi havia una atmosfera massa fosca, mentre que he trobat aquest film molt menys fosc ».

### Critica
Si aquest film va ser a la vegada un èxit de critica i públic, els parers van ser tanmateix prou compartits sobre les diferents tries de Tim Burton.
A qui els va agradar van ser molt entusiastes. Així, Peter Travers, de Rolling Stone, ha donat suport total als temes principals del film, a saber la història, els personatges i el fet que « Burton utilitzi el més explosiu dels films de diversió de l'estiu per portar-nos a la foscor liberadora dels somnis. » Todd McCarthy de la revista Variety declara que « és impossible de saber on comencen les idees de Tim Burton i dels seus col·laboradors, però que el resultat és un univers uniforme, completament coherent que omple tristes nocions de la deterioració social, l'aviditat i altres impulsions bàsiques.»
No obstant això el film no es va trobar només amb critiques entusiastes i Burton va haver d'enfrontar-se a diversos detractors en raó de les seves tries personals. Roger Ebert va qualificar el film de « trist i estrany, però no per això esperançador.»
Rita Kempley, de The Washington Post, va declarar secament que « igual que un nen hiperactiu d'11 anys, Burton semblava tan poc comode amb les emocions adultes com incapaç de concentrar-se plenament sobre un retrat complet. »
I si Matt Wagner va reconèixer que l'atmosfera del film era poderosa, ell no digereix que Burton posi tant l'accent en els dos dolents. 
Paul Dini va quedar impressionat pel tractament del personatge de Bruce Wayne, mentre que d'uns altres aficionats pensen justament el contrari. Una dels critiques va ser que el script era massa orientat sobre els malfactors i minimitzava el paper de Batman. Com a resposta, l'escriptor Daniel Waters va afirmar que en origen hi havia una quantitat excessiva de diàleg i de temps de pantalla per Michael Keaton i que aquest va ser una idea d'aquest últim de suprimir-ne una part. Veure Batman matar criminals ha estat igualment tema de controvèrsia entre els fans. Afirmar que als comics, Batman s'absté de matar, per por d'esdevenir ell mateix un criminal.